# Eparchie španělská a portugalská
Eparchie španělská a portugalská je eparchie ruské pravoslavné církve.

## Území a titul biskupa
Zahrnuje správní hranice území Španělska, Portugalska a Andorry.
Eparchiálnímu biskupovi náleží titul biskup španělský a portugalský.

## Historie
Roku 1761 byl na Ruském velvyslanectví v Madridu otevřen chrám. Roku 1882 byl chrám uzavřen a mnoho farníků bylo bez pastorační péče.
Rozpad Sovětského svazu a komunistického bloku vyvolal masivní ekonomickou emigraci na Pyrenejský poloostrov. Do Španělska odešli Ukrajinci, Rusové, Bělorusové, či Bulhaři. Nejvíce emigrovali Rumuni a Moldavané. Tato událost dala vzniknout farnostem Ruské pravoslavné církve ve Španělsku a Portugalsku. Farnosti byly sloučeny do španělsko-portugalského blahočiní chersonské eparchie.
Dne 28. prosince 2018 Svatý synod rozhodl o zřízení samostatné eparchie se zařazením do Patriarchálního exarchátu Západní Evropy.

## Seznam biskupů
- 2018–2022 Nestor (Sirotěnko)
  - od 2022 Nestor (Sirotěnko) dočasný správce